# Лі-Рівер (Монтсеррат)

Мапа Монтсеррату з річками острова

Лі Рівер (англ. Lee River) — річка на острові Монтсеррат (Британські заморські території). Витік розташований на висоті близько 500 метрів над рівнем моря на гірському пасмі гори Вінді-Гілл (Windy Hill). Є лівою притокою Фарм Рівер впадає до неї в її нижній течії.

## Особливості
Унасдідок кількох вивержень вулкану на горі Суфрієр-Гіллз у 1997 році, нижня частина річища була наповнена магмою, а поселення на берегах річки та всі комунікації були знищені. Однак завдяки постійному притокові води з підземних джерел та дощів у верхів'ях річки — водний потік пробив собі нові шляхи, аби влитися до Атлантичного океану.
Протікає через поселення (уже зникле) Трентс (Trant's) і тече в північно-східній частині острова, а саме територією парохії Сент-Антоні.
Гірська річка, яка починається в горах і стрімко стікає до узбережжя. Течія річки бурхлива, яка вибиває в рельєфі численні перекати та водоспади й глибоку ущелину.